# Gottschalk von Aachen
Gottschalk von Aachen, lat. Godescalcus, (* 11. Jh.; † nach 1099 oder 1107) war ein Chorherr, der im 11. Jahrhundert sowohl als Hymnendichter als auch als Mitglied der Kanzlei Kaiser Heinrichs IV. als „Adalbero C[ancellarius]“ bekannt wurde.

## Leben
Gottschalk stammte wahrscheinlich aus Norddeutschland. Aufgrund des Inhaltes und Stils Gottschalk zugeschriebener Texte kam Dreves zu dem Schluss, dass Gottschalk als Mönch dem Kloster Limburg an der Hardt angehörte (daher bisweilen auch: Gottschalk von Limburg), was von der späteren Forschung allerdings in Zweifel gezogen wird. Bestätigt ist dagegen der Aufenthalt Gottschalks als Mönch in Klingenmünster. Um 1087 war er Propst des Servatiusstifts in Maastricht, auch das Amt des Propstes des Aachener Marienstifts hatte er inne. Diese Tätigkeit endete zwischen 1099 und 1107. Das Jahr seines Todes an einem 24. November ist unbekannt.

## Politische Bedeutung
Politische Bedeutung erlangte Gottschalk, da er in allen – auch existenzbedrohenden – Krisen den jungen König Heinrich IV. stützte. Sowohl im Sachsenkrieg als auch im Investiturstreit war er einer der wichtigsten Berater des Königs. Im Verlauf des Investiturstreits hat Gottschalk als erster das Bild von den zwei Schwertern (Zwei-Schwerter-Lehre) auf den Streit zwischen kaiserlicher und päpstlicher Macht angewandt.

## Kanzler
Belege für die Arbeit Gottschalks am kaiserlichen Hof finden sich über mehr als 30 Jahre hinweg zwischen 1071 und 1104. Die feste Zugehörigkeit als Notar der Kanzlei des Kaisers kann – mit einigen zum Teil mehrjährigen Unterbrechungen – auf die Zeit von 1071 bis 1084 datiert werden. Er zeichnete dann als „Adalbero C[ancellarius]“. Während der Zeit, als der Erzkanzler, Erzbischof Siegfried I. von Mainz, zu den Gegnern des Königs zählte, leitete Gottschalk / Adalbero faktisch die königliche Kanzlei.
30 von ihm beglaubigte Originalurkunden sind überliefert, bei 40 weiteren wird aufgrund stilistischer Merkmale vermutet, dass er sie inhaltlich gestaltete. Auch verfasste er kaiserliche Korrespondenz. Zu den von ihm verfassten Schriftstücken gehörte unter anderem die Urkunde von 1074 für Worms und das „descende, descende-Schreiben“ Heinrich IV. an Gregor VII., das den Papst zum Rücktritt aufforderte. Von Adalbero / Gottschalk stammen in seiner Zeit mehr Urkunden als von allen anderen Angehörigen der Kanzlei.

## Dichter
Gottschalk gilt nach Notker Balbulus als einer der bedeutendsten Sequenzendichter des früheren Mittelalters. Die Autorenschaft für acht, von ihm auch selbst vertonte Sequenzen ist sicher, 15 weitere werden ihm zugeschrieben. Zudem verfasste er verschiedene Traktate, auch Predigten sind von ihm überliefert.